# Alan Deyermond
Alan Deyermond (El Cairo, 1932 - Londres, 19 de septiembre de 2009) fue un hispanista británico.

## Biografía
Nacido en El Cairo, su familia se trasladó a Liverpool y posteriormente a las islas del Canal. Formado en la Universidad de Oxford, pronto le atrajo la literatura española medieval, en especial el Cantar de Mio Cid, el Libro de buen amor y La Celestina. Es autor de numerosos libros y artículos y ha pronunciado conferencias en varias universidades del mundo.
Deyermond impartió su docencia en el Westfield College de Londres desde 1955, fusionado en 1990 con el Queen Mary College, hasta su jubilación en 1997. En la Universidad de Londres fue lector en 1958, reader en 1966 y catedrático en 1969. Ha escrito veinticuatro libros —doce como autor y doce como editor— y más de ciento cincuenta artículos científicos.
En su primer libro, un estudio sobre las fuentes petrarquistas de La Celestina, The Petrarchan Sources of "La Celestina" (Londres, Oxford University Press, 1961, reed. revisada, 1975), Deyermond se basa casi exclusivamente en los descubrimientos realizados por Castro Guisasola y, a partir de ahí, trata de ofrecer una interpretación del uso que Rojas hizo de la obra de Petrarca.
En 1969 aparece su Epic Poetry and the Clergy: Studies on the "Mocedades de Rodrigo" (Londres, Támesis, 1969), donde ilumina el segundo poema épico español —en cronología, en extensión, en importancia—, del que se conservan más de mil versos (1170) distribuidos en unas treinta tiradas. Sitúa la redacción original del texto conservado entre 1350 y 1360 y estudia a su autor. Luego revisó sus tesis en cuanto la vinculación del autor con Palencia, la fecha de redacción (que pudo ser anterior, de hacia 1330).
El «Cantar de Mio Cid» y la épica medieval española (Barcelona, Sirmio, 1987) resume las principales teorías formuladas hasta el momento sobre la épica hispana. Tras señalar la inexistencia de pruebas de ningún poema épico español anterior al año 1000, sugiere que la épica española comenzaría con Los siete infantes de Lara, el Romanz del infant García, poco posterior, y ya para la segunda mitad del siglo XI o primera del XII, el Cantar de Fernán González y La condesa traidora, así como el primer Cantar de Sancho II. No descarta la composición en esa primera fase de un Cantar de Roldán, basado en un antecesor de la Chanson de Roland que conocemos. La propuesta de fecha para el Cantar de mío Cid no admite medias tintas y Deyermond se identifica con la posición individualista de Colin Smith (y de otros muchos, que reciben de los neotradicionalistas esa etiqueta): el poema se compuso hacia 1207, la fecha que lleva el explicit en el códice de Vivar. Vendrían tras este año la segunda versión del Cantar de Sancho II y un Bernardo del Carpio. Ya en la segunda mitad del XIII el Poema de Fernán González, probablemente la pérdida Gesta de las mocedades de Rodrigo y el Roncesvalles, del que solo se conservan dos folios que contienen 100 versos. Finalmente, de hacia mitad del siglo XIV serían ya el Poema de Alfonso onceno, que representa una nueva épica octosilábica, y las Mocedades de Rodrigo. Deyermond respalda, para concluir, la hipótesis de una tradición de refundiciones todavía viva en el siglo XV.
En 1967 fundó el Medieval Hispanic Research Seminar y en 1995 los Papers of the Medieval Hispanic Research Seminar, colección de monografías sobre literaturas hispánicas medievales. No fue su única aventura editorial: tuvo que ver también con el nacimiento de Tamesis Books y de la Research Bibliographies & Checklists. Perteneció a la British Academy desde 1988. En 2009 fue elegido correspondiente de la Real Academia Española. Doctor honoris causa por la Universidad de Valencia y por la Universidad de Oxford, Doctor honorario de "Humane Letters" en la Universidad de Georgetown. Ha sido presidente de la International Courtly Literature Society (1983), de la Asociación Internacional de Hispanistas (1992-1995). Miembro de la Society of Antiquaries (1987), Socio de honor de la Asociación Hispánica de Literatura Medieval (desde 1985), Miembro de la Hispanic Society of America (1985), Miembro Correspondiente de la Medieval Academy of America (1979), Miembro Correspondiente de la Real Academia de Buenas Letras de Barcelona, Miembro de la London Medieval Society (1970-1974) y miembro de la International Courtly Literature Society (1983-1989). Pertenece al comité científico de una docena larga de revistas internacionales del prestigio del Bulletin of Hispanic Sudies, Bulletin Hispanique, Medievalia, Romance Philology, Revista de Filología Española, etc. Murió el 19 de septiembre de 2009.

## Obra

### Libros
- Alan Deyermond, A Century of British Medieval Studies (British Academy Centenary Monographs, 2007)
- Alan Deyermond, Keith Whinnom, Jeremy Lawrance, The Textual History and Authorship of Celestina (Department of Hispanic Studies, Queen Mary, University of London, 2007)
- Alan Deyermond, David Graham Pattison, Eric Southworth, Peter Edward Russell Mio Cid Studies: 'some Problems of Diplomatic' Fifty Years on (Dept. of Hispanic Studies, Queen Mary, University of London, 2002)
- Alan Deyermond, Point of View in the Ballad: The Prisoner, The Lady and the Shepherd and Others (Department of Hispanic Studies, Queen Mary and Westfield College, 1996)
- Alan Deyermond, Historical Literature in Medieval Iberia (Department of Hispanic Studies, Queen Mary and Westfield College, 1996)
- Alan Deyermond, Historia De La Literatura Española : La Edad Media (Letras e ideas (Editorial Ariel, 1995)
- Alan Deyermond, Jeremy Lawrance (eds), Letters and Society in Fifteenth-century Spain: Studies Presented to P.E. Russell on His Eightieth Birthday (Dolphin Book Co., 1993)
- Alan Deyermond, Tradiciones y puntos de vista en la ficción sentimental (UNAM, 1993)
- Alan Deyermond and Charles Davis (eds.), Golden Age Spanish Literature: Studies in Honour of John Varey by His Colleagues and Pupils (Westfield College, 1991)
- Alan Deyermond, "Mio Cid" Studies (Támesis Books, 1977)
- Alan Deyermond, The Lost Literature of Medieval Spain: Notes for a Tentative Catalogue (Medieval Research Seminar, Department of Spanish, Westfield College, 1977)
- Alan Deyermond, Lazarillo de Tormes: A Critical Guide (Grant and Cutler, 1975)
- Alan Deyermond, La Edad Media (Editorial Ariel, 1974)
- Alan Deyermond, The Middle Ages (Barnes & Noble, 1971)[3]
- Alan Deyermond, R O Jones, A Literary History of Spain (1971)
- Alan Deyermond, Epic Poetry and the Clergy: Studies on the Mocedades de Rodrigo (Tamesis Books, 1968)
- Alan Deyermond, The Petrarchan Sources of La Celestina (Oxford: Oxford University Press, 1961)

### Artículos
- "Fernando de Rojas from 1499 to 1502: Born-again Christian?", Celestinesca, 25.1-2 (2001), 3-20.
- "Germán Orduna (1926-1999), A British View", BHS, LXXVIII(2001).
- "Structural and Stylistic Patterns in the Cantar de Mio Cid", Medieval Studies in Honor of Robert White Linker (1973), 55-71.
- "Early Allusions to the Libro de Buen Amor: A Postscript to Moffatt", MLN, LXXXVIII (1973), 317-321.
- "Problems of Language, Audience, and Arthurian Source in a Fifteenth-century Castilian Sermon", Josep Maria Sola-Sole: Homage (1984), 43-54.
- "The royal basilisk in the Triunfo de las donas", Juan Rodriguez del Padron: Studies in honor of Olga Tudorica Impey, I (2005), 137-55.
- "The Libro de las tres razones Reconsidered", 81-107.
- "The Problem of Lost Epics: Evidence and Criteria", 27-43.
- "Leones y tigres en la literatura medieval castellana", Actas del XI congreso internacional de la AHLM, 2005, 41-63.
- "Mary Ward, or the Incremental Denigration of a Hispanist" HRJ, V (2004), 177-79.
- (con Margaret Chaplin) "Folk Motifs in the Medieval Spanish Epic", Philological Quarterly, 51 (1973).
- "Structure and Style as Instruments of Propaganda in Juan de Mena's Laberinto de Fortuna", Proceedings of the PMR Conference, 5 (1980) [1983].
- (con J. K. Walsh) "Enrique de Villena como poeta y dramaturgo: bosquejo de una polémica frustrada", NRFH, XXVIII (1979).
- "Uses of the Bible in the Poema de Fernán González", Cultures in Contact in Medieval Spain: Historical and Literary Essays Presented to L.P. Harvey, ed. David Hook & Barry Taylor (Londres: KCLMS, 1990).
- "Evidence for Lost Literature by Jews and Conversos in Medieval Castile and Aragon2, Donaire, 6 (abril de 1966).
- "John Varey and Spanish at Westfield", Golden Age Spanish Literature. Studies in Honour of John Varey by his Colleagues and Pupils, ed. Charles Davis & Alan Deyermond.
- (con Beth Miller) "From Old Testament to New: The Identity of a Poem by Avellaneda", Homenaje a Pedro Sainz Rodríguez (Madrid: FUE, 1986).
- "Harriet Goldberg (1926-2001)", BSS, LXXIX (2002) y (b) Studies in Honor of Harriet Goldberg.